# Yukiko Kobayashi
Yukiko Kobayashi (jap. 小林 夕岐子, Kobayashi Yukiko; * 6. Oktober 1946 in der Präfektur Tokio, Japan) ist eine japanische Schauspielerin.
Sie spielte in Monsterfilmen wie Frankenstein und die Monster aus dem All (1968) oder Monster des Grauens greifen an (1970) mit.

## Filmografie (Auswahl)
- 1965: Kenki
- 1967: Oyome ni oide
- 1968: Frankenstein und die Monster aus dem All (Kaijū sōshingeki)
- 1969: New Zealand no wakadaishō (Japanisches Drama)
- 1970: Nippon ichi no yakuza otoko (Japanische Komödie)
- 1970: Chi o sū ningyō: Yūrei yashiki no kyōfu (Japanischer Horrorfilm)
- 1970: Monster des Grauens greifen an (Gezora, Ganime, Kamēba: Kessen! Nankai no daikaijū)
- 1971: Wakadaishō tai Aodaishō (Japanische Komödie)
- 1971: Werft die Bücher weg und geht auf die Straße (Sho o suteyō machi e deyō)